# بإب الدار (الرضمة)

تعديل مصدري - تعديل

باب الدار محلة تابعة لقرية القفلة، التابعة لعزلة كحلان بمديرية الرضمة إحدى مديريات محافظة إب في الجمهورية اليمنية.، بلغ تعداد سكانها 58 حسب تعداد اليمن لعام 2004.